# 야마사키 료고
야마사키 료고(일본어: 山﨑 凌吾, 1992년 9월 20일 ~ )는 일본의 축구 선수이다.

## 구단 경력
그는 2015년부터 J리그의 사간 도스, 도쿠시마 보르티스, 쇼난 벨마레, 나고야 그램퍼스, 교토 상가 FC에서 뛰었다.